# ミトラ (インド神話)
ミトラ（サンスクリット: मित्र mitra）は、古代インド神話の神のひとり。ヴェーダにおいて、通常ヴァルナとともにミトラ＝ヴァルナの名で言及される。契約の神であり、太陽神であるアーディティヤ神群を構成する。

## ヴェーダ
ミトラはすでにボガズキョイから出土した紀元前1400年ごろのミタンニ王国の条約においてヴァルナ、インドラ、ナーサティヤウ（アシュヴィン双神）とともに言及されている古い神である:304-305:13。またアヴェスターのミスラとは本来同じ神であり、インド・イラン共通時代からの神と考えられる:76:97-99。
ミトラとは契約・同盟を意味する。ヴァルナが上下関係を持つ契約を司るのに対し、ミトラは平等な契約を司るという違いがあったが、両者には重複する箇所が多く、通常ミトラとヴァルナは並べて言及される:43-44。『リグ・ヴェーダ』においては通常ヴァルナとともに言及されるが、例外的に3.59の賛歌はミトラのみを対象としている。そこでミトラは契約・条約・婚約などを司り、人々を組織させる神として言及されている:549-550。
ミトラ、ヴァルナ、アリヤマン他は太陽神であるアーディティヤ神群を構成する（8.47）。アーディティヤ神群はアディティを母とするが、アディティとは正しい行いによって神々を怒らせないことを意味する:43:105-106。太陽は単なる天体ではなく、天上から人間の行為の善悪を見張る存在であり、たとえば1.115では太陽を「ミトラ、ヴァルナ、アグニの目」と呼んでいる:36。人々は自らの潔白のためにミトラ・ヴァルナに対して供犠を行った。太陽（スーリヤ）はミトラとヴァルナの馬車ともされた:45:96。
『アタルヴァ・ヴェーダ』やブラーフマナ文献ではミトラが昼間と太陽を司り、ヴァルナが夜と月を司るとされるようになった:96-97。

## 叙事詩
ヴェーダ以降の時代にはミトラとヴァルナはあまり重要な神ではなくなる。
『ラーマーヤナ』巻7ではミトラとヴァルナがアプサラスのウルヴァシーの姿を見て興奮して放った精からリシのアガスティヤとヴァシシュタが生まれたという話を載せている:495。この話の祖型はすでに『リグ・ヴェーダ』7.33に見えている:923-924。